# 油断大敵 (2004年の映画)
『油断大敵』（ゆだんたいてき）は、2004年に公開された成島出監督の日本映画。

## スタッフ
以下のスタッフ名はKINENOTEに従った。
- 監督 - 成島出
- 脚本 - 小松輿志子、真辺克彦
- 原作 - 飯塚訓 短編集『捕まえるヤツ 逃げるヤツ』
- 企画 - 成澤章、渡辺敦
- 撮影 - 長沼六男
- 音楽 - ショーロ・クラブ 「colors」
- 美術 - 中澤克巳
- 録音 - 宮本久幸
- 照明 - 吉角荘介
- 編集 - 奥原好幸
- 助監督 - 川口浩史
- 音響効果 - 斉藤昌利
- アクションコーディネーター - 阿部光男（補助 - 佐々木俊宜）
- 現像 - 東京現像所
- スタジオ - 日活撮影所
- 撮影協力 - 群馬県警察、高崎市、富岡市、渋川市、伊香保温泉観光協会、上信電鉄　ほか
- プロデューサー - 松葉せつこ、福島聡司、村上比呂夫、秋元一孝、升水諭
- 製作 - 成澤章、笠原和彦、石川富康、升水惟雄
- エクゼクティブプロデューサー - 尾川匠
- 製作協力 - フェローピクチャーズ

## キャスト
以下の出演者名と役名はKINENOTEに従った。
- 役所広司 - 関川仁
- 柄本明 - 猫田定吉（ネコ）
- 夏川結衣 - 牧子先生
- 菅野莉央 - 関川美咲（8歳）
- 前田綾花 - 関川美咲（17歳）
- 淡路恵子 - 綾乃
- 津川雅彦 - 東条医師
- 奥田瑛二 - パチンコ屋社長
- 笹野高史 - 小栗
- 綾田俊樹 - 山中
- 田中隆三 - 長瀬
- 宮内敦士 - 加藤
- 水橋研二 - 城谷（刑事）
- 角替和枝 - 工藤加代
- 斎藤歩 - 猫田
- 高橋明 - 米田
- 三田村周三 - 弥七
- 阿部六郎 - 厳野
- 原金太郎 - 中尾
- 高川裕也 - 市川
- 鈴木英介 - 北野
- 井上肇 - 灰原
- 本田大輔 - 小林
- ささの翔太 - ネコの子供時代
- 山下葉子 - 幸枝
- 北川さおり - 若い女
- 千うらら - 小栗の妻
- 竹内晶子 - 五十嵐佐和子
- 江口徳子 - 看護婦
- 大後寿々花 - 小児科の女の子

## 受賞歴
- 2003年度 
  - 第23回藤本賞
    - 新人賞 成島出 『油断大敵』監督[2]
- 2004年度 
  - 第26回ヨコハマ映画祭
    - 新人監督賞 成島出（『油断大敵』）
    - 主演男優賞 役所広司（『油断大敵』『東京原発』『笑の大学』）
    - 助演男優賞 柄本明（『油断大敵』『ニワトリはハダシだ』『タカダワタル的』ほか)
    - 日本映画ベストテン7位　『油断大敵』（成島出）

  - 第14回日本映画プロフェッショナル大賞[3]
    - 新人監督賞 成島出『油断大敵』
    - ベスト10 第5位